# 楢信子
楢信子（ならのぶこ、1931年3月21日-　）は、日本の作家。稲垣信子の本名で文学研究者。

## 来歴・人物
日本領朝鮮生まれ。1954年奈良女子大学文学部英語英文学科卒。東京都区立中学校英語教師・都立高校司書教諭を経て、実践女子大学、杏林大学、専修大学にて非常勤講師を勤めた。文芸二人誌「双鷲」同人。稲垣瑞雄と東京都立立川高等学校の同僚だった時職場結婚した。21世紀には野上弥生子日記を読む仕事を続けた。

## 著書
- 『冬つらぬきて』冬樹社, 1979.11
- 『星を奪う者たち』未来社, 1987.8

以下稲垣信子名義
- 『丸岡秀子の贈り物』岩波書店, 1994.7
- 『理想の学校図書館』筑摩書房, 1995.10
- 『「野上彌生子日記」を読む』全2巻 明治書院, 2003.3
- 『「野上彌生子日記」を読む 戦後編』全2巻 明治書院, 2005.5
- 『「野上彌生子日記」を読む 完結編』全3巻 明治書院, 2008.6
- 『野上豊一郎の文学 漱石の一番弟子として』明治書院, 2015.3
- 『女王の時代 野上豊一郎の文学より』豊川堂, 2018.8

共編
- 『井上靖高校生と語る 若者への熱いメッセージ』小俣正己,稲垣信子共編. 武蔵野書房, 1992.1